# Тимофеєв Павло Васильович
Павло́ Васи́льович Тимофе́єв (3 грудня 1920) — український розвідник. Генерал-майор. Начальник Першого управління Комітету державної безпеки при Раді Міністрів Української РСР (1971—1984).

## Життєпис
Народився 3 грудня 1920 року в селі Верхнє-Омка Усть-Таркського району Новосибірської області. У 1943 році закінчив Інститут військових інженерів залізничного транспорту в м. Новосибірську.
З червня 1943 року на Карельському фронті інженер-проектувальник мостопотягу Управління воєнно-відновлювальних робіт № 63 (м. Біломорськ). У подальшому був начальником виробничо-технічного відділу мостопотягу № 11 зазначеного Управління.
У листопаді 1943 року прийнятий на військову службу в органи державної безпеки та призначений оперуповноваженим транспортного відділу Народного комісаріату державної безпеки Карельського фронту, у 1944 році йому присвоєно спеціальне звання лейтенанта держбезпеки.
З грудня 1944 року по серпня 1950 рр. — оперуповноважений 3-го відділу НКДБ 44-ї залізничної бригади, старший оперуповноважений 3-го відділу Міністерства державної безпеки 3-го корпусу залізничних військ Смоленська, заступник начальника відділення, начальник відділення транспортного відділу Апарату уповноваженого МДБ СРСР в Німецькій Демократичній Республіці. У 1946 році він отримав спеціальне звання старшого лейтенанта держбезпеки, а у 1949 році — капітана держбезпеки.
З серпня 1950 року по серпень 1953 року очолював різні відділення Апарату уповноваженого МДБ СРСР в Німецькій Демократичній Республіці. У 1952 році він стає майором держбезпеки. 
З серпня 1953 по березень 1956 рр. — старший оперуповноважений, заступник начальника відділення 1-го відділу Шляхотранспортного Управління Міністерства внутрішніх справ СРСР на Південно-Західній залізниці, а в подальшому — заступник начальника відділення, оперуповноважений, старший оперуповноважений, начальник відділення Управління Комітету державної безпеки при Раді Міністрів СРСР на Південно-Західній залізниці. У 1956 році йому присвоєно військове звання підполковника.
З березня 1956 по березень 1961 року — працював в Апараті старшого радника КДБ при РМ СРСР при органах державної безпеки Німецької Демократичної Республіки: начальником сектора 5-го відділу (до серпня 1957 року), старшим радником (до січня 1959 року) та заступником начальника 1-го відділу (до березня 1961 року).
У березні 1961 року — очолив 3-й відділ Першого управління КДБ при РМ Української РСР. Протягом першого року роботи у зовнішній розвідці присвоєно військове звання полковника.
У вересні 1970 року — заступник начальника Першого управління КДБ при РМ Української РСР (одночасно він продовжував керувати 3-м відділом).
З січня 1971 по травень 1984 рр. — начальник Першого управління КДБ при РМ Української РСР. У 1982 році отримав військове звання генерал-майора.

## Нагороди та відзнаки
- Орден «Знак Пошани» (1967),
- Орден Червоної Зірки (1977),
- Медаль «За бойові заслуги» (1954),
- Медаль «За військову доблесть» (1970).